# Verrerie de Meisenthal
La verrerie de Meisenthal est une verrerie et un musée situés dans la commune française de Meisenthal (Moselle) en région Grand Est.

## Historique
Au lendemain de l'extinction de la verrerie de Soucht en 1700, un groupe de verriers obtient en 1702 l'autorisation du duc Léopold Ier de Lorraine de venir s'installer sur le site voisin de Meisenthal. Les premiers verriers sont les frères Jean Martin, Jean Nicolas et Étienne Walter, Martin Stenger et Sébastien Burgun, venus tous cinq de Soucht.
Reconstruits tout au long du XIXe siècle et du XXe siècle, les bâtiments de la verrerie occupent le cœur du village. Derrière les maisons particulières, l'ancien bâtiment administratif avec son toit en carène, occupé par le musée du verre depuis 1979, est transformé en 1928. La maison de la direction est construite en 1813 (date portée par la porte piétonne). Au fond, la grande halle, construite vers 1920 et réaménagée dans les années 1965, constitue la dernière étape de l'extension de l'usine, avant l'arrêt définitif des fours en 1969.
L'ancienne taillerie construite en 1859 est un long bâtiment en retour d'équerre avec une cheminée percé de baies en plein cintre sur deux niveaux, caractéristiques de l'architecture industrielle du XIXe siècle.
À l'intérieur, le volume est divisé en deux étages, dont les planchers sont portés par des colonnes en fonte. Les arbres de transmission et les poulies, qui actionnaient les roues à tailler, sont encore conservés. À l'intérieur de la halle, plusieurs fours et des arches de recuisson, éteints depuis 1969, sont toujours en place. Un d'entre eux, construit vers 1960, est alimenté par le gaz. Il comporte douze pots en terre réfractaire dans lesquels les verriers venaient cueiller la paraison avec leurs cannes.
La maison du maître-verrier Martin Walter, construite en 1803 et située à l’entrée du site verrier, 3, place Robert-Schuman, est protégée au titre des monuments historiques depuis 1996. Elle est fermée au public.

## Maison du verre et du cristal
Aménagée dans l'un des bâtiments de l'ancienne verrerie de Meisenthal depuis 1981, la Maison du verre et du cristal retrace les différentes étapes de la fabrication du verre et du cristal. Elle témoigne de la vieille tradition verrière du Pays de Bitche, tandis que l'école de formation des verriers, créée à l'initiative du Parc régional des Vosges du Nord, permet à l'art du verre de retrouver ses lettres de noblesse.
Elle présente des réalisations utilitaires et prestigieuses signées Saint-Louis, René Lalique, Burgun-Schwerer, Émile Gallé ainsi que des nouvelles acquisitions dans le style Art nouveau, ainsi que deux belles coupes réalisées pour le mariage du directeur de l'usine de Meisenthal par Désiré Christian. Ces coupes ont été récemment acquises par le musée lors d'une vente à New York.

## Centre international d’art verrier

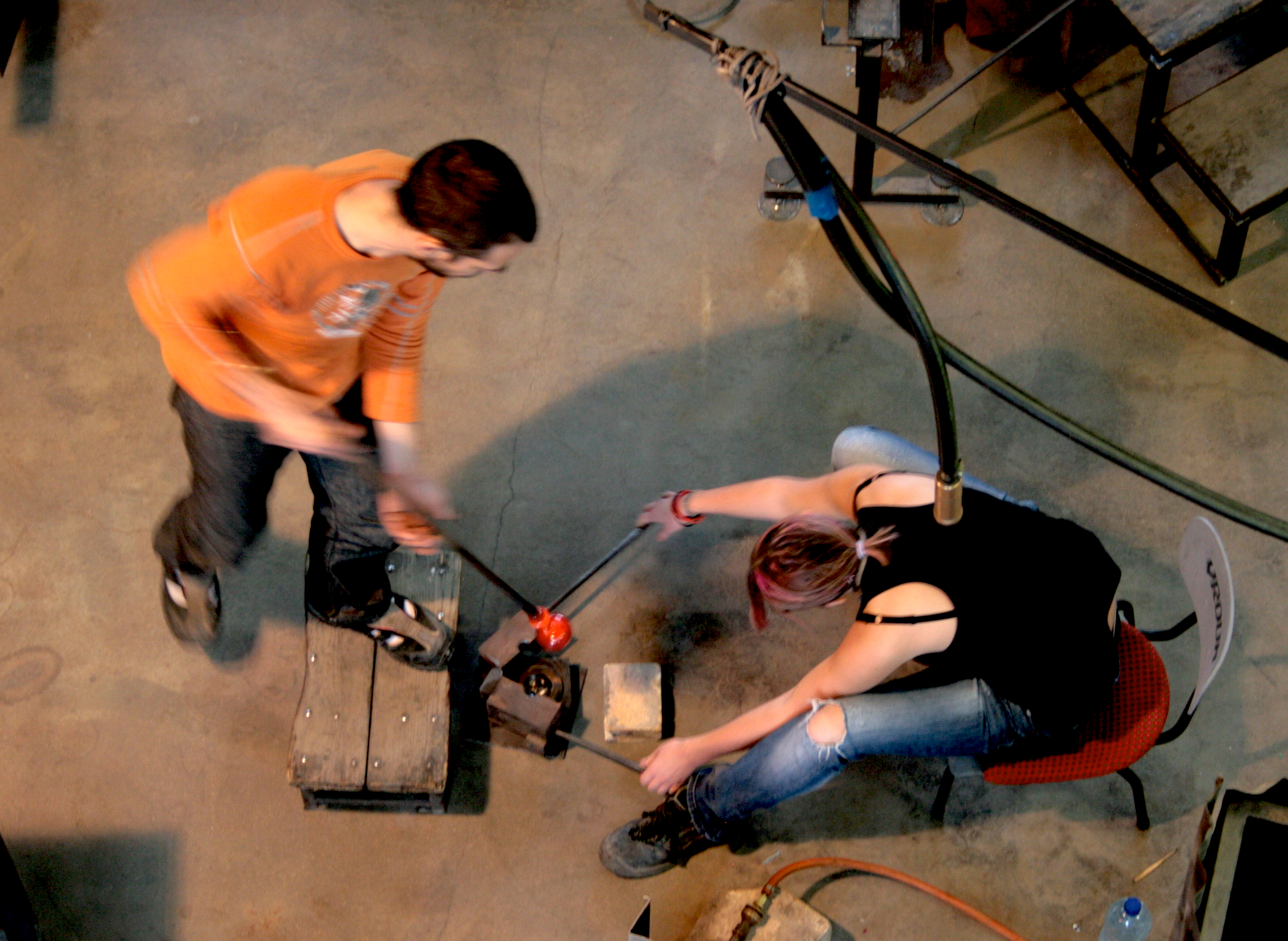
La fabrication de boules de Noël traditionnelles au Centre international d’art verrier.

Situé aux abords de la Maison du verre et du cristal, le Centre international d’art verrier (CIAV) est un lieu unique de production, de démonstration, de transmission de savoirs, de création et de découverte.
Créé en 1992, il œuvre pour la sauvegarde du savoir-faire verriers traditionnels et la Halle verrière, véritable cathédrale industrielle, expose chaque année des pièces d’art contemporain.
C'est par exemple ici que Françoise Pétrovitch a créé sa série de sculptures Ne bouge pas poupée.
Il est possible d’y observer des artisans verriers dans leur activité de soufflage de verre, notamment durant la période des fêtes de fin d’année, pendant laquelle ils fabriquent devant les visiteurs des milliers de boules de Noël de façon traditionnelle et artisanale.
En 2014, le Centre international d’art verrier est lauréat du Prix Liliane Bettencourt pour l’intelligence de la main dans la catégorie « Parcours ». Ce prix récompense l’approche innovante du CIAV pour la sauvegarde des savoir-faire autour du verre,.

## Halle verrière
Situé au cœur de l’ancien site verrier de Meisenthal, la Halle verrière de Meisenthal est un lieu de création et de diffusion culturelle pluridisciplinaire aujourd’hui reconnu par les collectivités territoriales, les artistes et le public. Son activité culturelle est axée autour de trois dominantes : les arts plastiques, les musiques actuelles et le théâtre.
La réhabilitation de la Halle a été menée en 2005. Le bâtiment est aujourd'hui apte à recevoir un public de 3 000 personnes. Sa superficie de 3 200 m2 et son immense volume permettent d’accueillir les manifestations culturelles les plus diverses et les plus ambitieuses tels que des concerts et des expositions.
Le "Musée du Verre du site verrier de Meisenthal" est un des 10 musées en réseau au sein du Parc naturel régional des Vosges du Nord.